# Daniele Luchetti
Daniele Luchetti (ur. 26 lipca 1960 w Rzymie) – włoski reżyser i scenarzysta filmowy i telewizyjny. Autor dwudziestu filmów fabularnych, dokumentalnych i krótkometrażowych. 
Karierę w branży filmowej zaczynał jako asystent reżysera Nanniego Morettiego. Jest laureatem wielu prestiżowych nagród, w tym m.in. Davida di Donatello za najlepszą reżyserię za film Nasze życie (2010) z Elio Germano w roli głównej. Jego dramat Wszystko zostaje w rodzinie (2020) był filmem otwarcia  77. MFF w Wenecji (2020).
Luchetti wyreżyserował cztery odcinki popularnego serialu telewizyjnego Genialna przyjaciółka, zrealizowanego na podstawie powieści Eleny Ferrante.